# اختبار تزانك

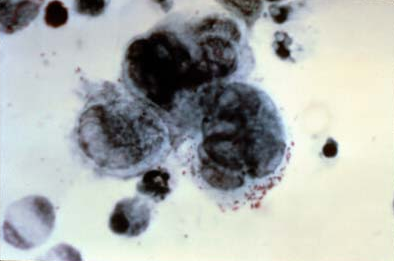
اختبار تزانك إيجابي يبين ثلاث خلايا عملاقة متعددة النوى في المنتصف ("خلايا تزانك").

في الباثولوجيا الجلدية, يقوم اختبار تزانك, أيضًا لطاخة تزانك, على كشط قاعدة قرحة للبحث عن خلايا تزانك. ويطلق على هذا الاختبار أحيانًا اختبار بشرة الحماق واختبار بشرة الحلأ.
توجد خلايا تزانك (خلايا عملاقة متعددة النوى) في:
- الحلأ البسيط[1]
- الحماق وهربس نطاقي
- فقاع شائع
- فيروس مضخم للخلايا

## أصل الاسم
ولقد سُمي الاختبار بهذا الاسم نسبة إلى آرنولت تزانك (1886–1954), طبيب الأمراض الجلدية الفرنسي.

## وصلات خارجية
- Tzanck test - medlineplus.org.
- Definition of Tzanck test - medterms.com.